# Edmílson Matias
Edmílson Matias (ur. 26 marca 1974) – brazylijski piłkarz występujący na pozycji napastnika.

## Kariera klubowa
Od 1993 do 2011 roku występował w klubach Matsubara, União Bandeirante, Kyoto Purple Sanga, SE Palmeiras, Vitória, Yokohama F. Marinos, Cruzeiro EC, Coritiba, EC Juventude, Figueirense, Al-Ahli Dżudda, Santo André, Portuguesa, Goiás EC, Guarani FC, Ituano, Rio Branco, Monte Azul i Rio Branco.